# Acústico (álbum de Chrystian & Ralf)
Acústico é um álbum ao vivo da dupla sertaneja Chrystian & Ralf, lançado no formato de CD e VHS em 1998. Ganhou Disco de Platina.  Foi relançado em CD e DVD no ano de 2004 pela Warner Music. Onde ganhou Disco de Ouro. A música "Sensível Demais" do compositor e  cantor "Jorge Vercillo" foi regravada pela cantora "Nalanda" o qual foi tema da novela da Rede Globo "Chocolate com Pimenta", também foi regravada pela cantora "Maria Bethânia" e pelo cantor "Péricles". Recentemente, esteve na setlist da cantora Marilia Mendonça, em seu show formato live no site Youtube. 

## Faixas
| N.º            | Título                          | Duração |  |
| 1.             | "Cheiro de Shampoo"             | 4:16    |  |
| 2.             | "Sem Documento (Sin Documento)" | 4:27    |  |
| 3.             | "Sou Eu"                        | 4:07    |  |
| 4.             | "Trato é Trato"                 | 3:48    |  |
| 5.             | "Saudade"                       | 2:35    |  |
| 6.             | "Desejo de Amar"                | 4:47    |  |
| 7.             | "Chora Peito"                   | 4:14    |  |
| 8.             | "Yolanda"                       | 4:39    |  |
| 9.             | "La Copa Rota"                  | 3:27    |  |
| 10.            | "Oito Segundos"                 | 3:57    |  |
| 11.            | "O Que Será de Mim"             | 4:09    |  |
| 12.            | "Ausência"                      | 3:49    |  |
| 13.            | "O Que Tiver Que Vir, Virá"     | 4:04    |  |
| 14.            | "Noite"                         | 4:46    |  |
| 15.            | "Sensível Demais"               | 3:20    |  |
| 16.            | "Nova York"                     | 3:40    |  |
| Duração total: | Duração total:                  | 64:05   |  |